# Arhipelag Chiloé
Arhipelag Chiloé (špansko Archipiélago de Chiloé, izgovori [tʃi.lo.e]) je skupina otokov, ki ležijo ob obali Čila v regiji Los Lagos. Od celinskega Čila je ločen s kanalom Chacao na severu, morjem Chiloé na vzhodu in zalivom Corcovado na jugovzhodu. Arhipelag predstavlja provinco Chiloé (razen otokov Desertores na vzhodu, ki so del province Palena). Glavni otok je otok Chiloé (Isla Grande de Chiloé).
Chiloé izhaja iz mapuške besede chillwe, kar pomeni 'kraj galebov'. Chill ali chülle se nanaša na črnoglavega galeba (Chroicocephalus maculipennis) in pripona -we pomeni 'kraj'. Pridevnik in demonim za to regijo sta v moški obliki chilote in chilota za žensko.
Chiloé je znan po svoji prepoznavni folklori, mitologiji, kulinariki in edinstveni arhitekturi. Različica krompirja, ki je najbolj razširjen po celem svetu, je avtohtona na otokih.

## Zgodovina
Arhipelag Chiloe je bil morda naseljen že od 12.000 do 11.800 pr. n. št po arheoloških odkritjih v Monte Verdu [8], ki leži manj kot 50 kilometrov severno od glavnega otoka. Verjetno naj bi bili prvi etnično prepoznavni prebivalci otočja pomorsko ljudstvo Chonos. Pred prihodom Špancev so prišli Huilliči (veja Mapučev) s celine in se naselil na vzhodni obali velikega otoka ter se ukvarjali s poljedelstvom in ribolovom. 

### Španska kolonizacija (1567–1826)
Glavni otok je odkril Španec Francisco de Ulloa leta 1553. [10] Leta 1567 je otok za Španijo osvojil kapitan Martín Ruiz de Gamboa, ki je bil na čelu ekspedicije 110 Špancev. Gamboa je imenoval otoke Nueva Galicia (Nova Galicija) v čast mestu izvora Rodriga de Quiroge, ki je kot guverner organiziral ekspedicijo. Gamboa je leta 1567 ustanovil naselje na Castru, ki je kasneje postal sedež jezuitskega misijona in bil glavno mesto province do ustanovitve Ancuda leta 1768. 
V zgodnjih kolonialnih časih je Španija uvedla številne poljščine in načine pridelave iz Starega Sveta. Nekatere od teh se niso obnesle, za uspešno pa se je izkazalo uvajanje prašičev in jabolk. Prašiči so imeli koristi od bogatih lupinarjev in alg, ki so jih nanesla velika plimovanja. Pšenica je bila pridelana v manjših količinah v primerjavi z domačim krompirjem zaradi neugodnega podnebja. 
V prvih letih kolonizacije so duhovno delo opravljali mercedarji (red blažene Device Marije Milosti) in frančiškani. Prvi jezuiti so prispeli leta 1608 in leta 1612 ustanovili prvo cerkev v Castru. Zaradi razpršene populacije, ki je živela na različnih otokih, so jezuiti vzpostavili krožni sistem misijonov s številnimi kapelami in cerkvami. Duhovniki so od septembra do maja krožili po razpršenih misijonih z uporabo čolnov (dalca ali piroga). Jezuiti so leta 1660 v Castru ustanovili kolegij. Do leta 1767, ko so bili jezuiti zatrti, je bilo 13 misijonarjev in 79 kapelic. Od leta 1771 naprej so frančiškani prevzeli naloge jezuitov.  
Ancud je postal glavno mesto Chiloéja leta 1767. Leta 1784 je otok postal neposredno odvisen od kolonialne oblasti Peruja kot posledica bourbonskih reform, medtem ko je bil celinski Čile kapetanija v podkraljevini. Sprememba prestolnice in preusmeritev na odvisnost sta ustrezala novemu strateškemu pogledu na arhipelag Chiloé. Medtem ko so ga Španci videli kot kolonijo, dovolj bogato za osvajanje, je kasneje postala problematična regija zaradi svoje geografske izolacije od celinskega Čila in Araucaníajske vojne na kopnem. Otok Chiloé je bil v veliki meri izvzet iz pretresov, ki so prizadeli čilsko celino zaradi konfliktov s Huilliči in Mapuči, a ga je leta 1712 močno prizadel velik upor Huilličev. 
V kolonialnih časih je Chiloé služil kot izhodišče za vrsto raziskovanj proti notranjosti Patagonije in njenih kanalov. Jezuit Nicolás Mascardi je prečkal Ande preko prelaza Vuriloche in leta 1670 ustanovil misijon na obali jezera Nahuel Huapi. Jezuiti s sedežem na Chiloéju so kupili čolne z otokov južno od Chiloéja, da bi se naselili v arhipelagu, kar je povzročilo akulturacijo s Špansko-Huilliči otoka

### Rojalistična trdnjava (1812–1826)
Za razliko od osrednje regije Čile, kjer se je po španski reokupaciji nadaljevala dolga vojna za neodvisnost, se Chiloé nikoli ni pridružil Patrii Vieji (Stara republika) in prebivalstvo namesto da bi zavrglo lokalno špansko upravo, ji je dalo široko podporo. Od leta 1812 naprej so moški iz Chiloéja postali vojaki in so bili poslani v boj v Čile, Bolivijo in Peruju. Decembra 1817 je otok postal zadnja trdnjava španskih rojalistov (skupaj z Valdivio), ki so bežali s čilske celine. Čilska ekspedicija, ki jo je vodil Thomas Cochrane, 10. grof Dundonalda, je izkrcil 60 mož pod vodstvom Williama Millerja, vendar ga ni uspel osvojiti v bitki pri Agüi. Še en neuspel poskus osvajanja se je zgodil leta 1824, ko je Jorge Beauchef, ki se je izkrca na otoku Chiloé, in ga zasedal v bitki pri Mocopulliju. 15. januarja 1826 so se kraljeve sile Antonia de Quintanilla pogajale o predaji z novo vojaško ekspedicijo, ki jo je vodil Ramon Freire in otok je bil popolnoma vključen v neodvisno Republiko Čile, čeprav Španija ni priznala Čila do leta 1844.
Zadnja španska vojaška guvernerja sta bila:
- Mariano Osorio, december 1817 - 1818
- Antonio de Quintanilla, 1818 - 15. januar 1826

### Čilska republika (1826 in dalje)
Charles Darwin je prispel na Chiloé 28. junija 1834 in je bil tam šest mesecev ter pisal o svojih vtisih o južnem Čilu v svojih dnevnikih.  Arhipelag je bila stara rojalistična trdnjava, njeni prebivalci pa so bili v 19. stoletju znani zaradi pritožbe, da nimajo kralja. Darwin je o Chiloéju leta 1834 pisal: »Indijanci so končali vse svoje pritožbe in rekli: In samo zato, ker smo revni Indijanci in nič ne vemo, toda ni bilo tako, ko smo imeli kralja.«
Ker je bila Chiloé v kolonialnimi časih obrambna trdnjava, je Republika Čile uporabljala Chiloé kot izhodišče za svojo ozemeljsko širitev na južna ozemlja. Odprtje v Magellanove ožine, ki je leta 1843 našel Fuerte Bulnes, je bila priključena Chiloéju. V 1950-ih je Chiloé ponovno služil pri logistični podpori kolonizacije jezera Llanquihue, kamor so prišli nemški naseljenci. Zadnje večje dele Patagonije, ki so jih vključili v Čile, regijo Aysén, so bili tudi raziskani in naseljeni iz Chiloéja. V kolonizacijskem procesu Patagonije so priseljenci Chiloti predstavljali velik del delovne sile živinorejskih podjetij, ki so bila ustanovljena v Patagoniji med letoma 1890 in 1950.
V poznem 19. stoletju in v začetku 20. stoletja je Chiloé izgubil gospodarski in politični pomen v korist Puerto Montt na celini, tako da je bil slednji leta 1863 preimenovan v svojo provinco, leta 1927 pa je bil arhipelag Chiloé vključen v to novo provinco.
Stolnica v Ancudu je bila uničena zaradi močnega čilskega potresa iz leta 1960, najmočnejšega, kdaj zabeleženega, tudi Castro je bil močno poškodovan.  Leta 1982 je bilo središče province, po več kot 200 letih, vrnjeno v Castro.
Od 1980-ih je gospodarstvo Chiloéja postalo vse bolj odvisno od velikih komercialnih ribiških podjetij, ribogojstva (predvsem gojenje lososa) in v zadnjem času tudi turizma. Hitra industrializacija regije, sprožena s čilskim sprejetjem neoliberalnega gospodarskega modela pod diktatorjem Pinochetom v 1970-ih, je povzročila velik demografski preobrat prebivalstva otoka iz večine podeželskih območij. 

## Geografija
Provinca Chiloé (špansko Provincia de Chiloé) vključuje celoten arhipelag Chiloé, razen otokov Grupo Desertores in Isla Guafo, s skupno površino približno 9181 kvadratnih kilometrov. Upravno središče province je mesto Castro, medtem ko je episkopski center rimskokatoliške škofije Ancud. Provinca Chiloé je del regije Los Lagos (Región de los Lagos), ki je v glavnem sestavljena iz območja čilskih jezer na kopnem severno od Chiloéja; upravno središče regije je Puerto Montt.
Otok Chiloé je daleč največji otok v arhipelagu z 8394 kvadratnimi kilometri. Je približno pravokoten, njegova daljša os je orientirana sever- jug. Vzhodno od otoka Chiloé leži Chiloéško morje, ki vsebuje večino drugih otokov v arhipelagu. To je obrobno morje, ki ločuje otok Chiloé od province Palena (imenovan tudi Continental Chiloé). Glavni otoki v Chiloéškem morju so otoki Quinchao, Lemuy, Tranqui in Desertores. Na severovzhodu in jugovzhodno od arhipelaga ležita zaliv Ancud in zaliv Corcovado; prvi je del Chiloéškega morja. Približno 40 kilometrov jugozahodno od otoka Chiloé leži otok Guafo, najjužnejši otok arhipelaga.
Otok Chiloé je ločen od čilske celine s kanalom Chacao širokim 2 km na severu. Večina dobrih pristanišč je na severni in vzhodni obali otoka. Vzhodna obala ima vrsto polotokov in otočkov, zlasti Estero de Castro, kjer je glavno mesto Castro. Zahodni del otoka Chiloé, kot tudi celoten otok Guafo, je gričevnat in pokrit z gozdovi. Hribi so razdeljeni na dva grebena sever-jug, Piuchén in Pirulil, ločena z jezeri Cucao in Huillinco. Tu so najvišje točke arhipelaga in ne presegajo 800 metrov. Depresije v zahodnem gozdu zasedajo številna majhna jezera in barja, raztresena po pokrajini.
Čile načrtuje zgraditi most proti celini kljub nasprotovanju nekaterih prebivalcev, ki se bojijo onesnaževanja in uničevanja habitatov.  Most čez kanal Chacao bi nadomestil trajekt, ki povezuje vasico Chacao na cesti št. 5 na severnem koncu otoka Chiloé preko kanala Chacao z vasjo Pargua na celini. 

## Rastlinstvo in živalstvo
Prvotna vegetacija arhipelaga je valdivijski zmerni deževni gozd, gozd z gosto podrastjo in veliko raznolikostjo rastlinskih vrst, vključno z mnogimi mahovi in praprotmi. Zahodni in južni del otoka še vedno v veliki meri pokriva naravni gozd. Pomembne vrste so čilska mirta (Luma apiculata), bukev (Nothofagus dombeyi), bambus (Chusquea quila), čilska rabarbara (Gunnera tinctoria) in čilski lešnik (Gevuina avellana). Cipresa Fitzroya cupressoides in tepú (Tepualia stipularis) rastejo v slabo dreniranih tleh Piuchéna in Pirulila. Pred koncem Llanquihuejske poledenitve so južni deli otoka Chiloé predstavljali odprto pokrajino. To se je spremenilo pred okoli 12.500 leti, ko je podnebje postalo toplejše in so gozdovi kolonizirali regijo. Zgornji deli Kordiljere Piuchén, lokalno znane kot la Campaña, imajo magellansko moorlandsko vegetacijo. 
Prihod kmetijstva v predšpanskem obdobju je bil izvor neenakomerne pokrajine pašnikov in kmetij, ki zdaj prevladujejo na vzhodni in severni obali otoka Chiloé. Nekatere avtohtone rastline, kot sta Gevuina avellana in Fascicularia bicolor, imajo užitna semena in druge, kot je čilska rabarbara, imajo užitna stebla. Najpomembnejša jedilna rastlina, ki je izvirna v Chiloéju, je krompir (Solanum tuberosum), ki je v nasprotju s Andskim krompirjem iz Peruja in Bolivije prilagojen dolgim dnevom, ki prevladujejo na večjih širinah južnega Čila. Lokalni avtohtoni ljudje so gojili na stotine sort tega krompirja, preden so se pred španskim osvajanjem zgodovinski in molekularni dokazi pokazali, da je ta najpomembnejša sorta krompirja S. tuberosum tuberosum. 
Domače živalstvo vključuje veliko ptic, od katerih so nekatere endemske na arhipelagu. Med kopenskimi sesalci je največja Darwinova lisica (imenovana tako, ker je bil Charles Darwin prvi pripravil vzorec na Isla San Pedro, Chiloé) in pudú, majhen jelen. Morski sesalci so Commersonov delfin in južnoameriški morski levi, ki tvori kolonije na odročnih čereh blizu morja. Veliko vrst kitov je bilo videnih po otočju, zlasti sinjih kitov (glej tudi projekt Alfaguara) in kritično ogroženih južnomorskih kitov (eubalaena australis). 

## Kultura
Deloma zaradi svoje fizične izolacije od ostalega Čila ima Chiloé posebno arhitekturo in lokalno kulturo. Med kolonizacijo Patagonije in južnega Čila v 19. stoletju so se kulturni elementi razširili na tiste kraje, kjer so se naselili številni chiloti.

### Arhitektura
Otoška arhitektura je edinstven arhitekturni slog, ki je večinoma omejen na otok Chiloe in bližnja območja. Deloma zaradi svoje fizične izolacije od ostalega Čila in dostopa do različnih materialov ima Chiloé zelo posebno arhitekturo, ki se razlikuje od tipične španske kolonialne arhitekture. Španec, ki je prišel v 16. stoletju in jezuitski misijonarji, ki so sledili, so zgradili na stotine majhnih lesenih cerkva, da bi krščanstvo pripeljali v pogansko deželo. Rezultat je bil mešanje katolicizma in poganskih prepričanj. Poleg tega je uporaba lesenih ploščic kot skodle postale osnovna tema v arhitekturi. Šestnajst od teh cerkev še vedno stoji in so na seznamu svetovne dediščine Unesca .
Skoraj vse hiše in stavbe v kolonialnem Chiloe so bile zgrajene iz lesa, pokrite pa so z lesenimi skodlami. Skodle iz lesa Fitzroye so se uporabljale kot denar in so jih imenovali real ciprese ali lesen real. V poznem 19. stoletju so v mestih, kot sta Castro in Chonchi, zgradili veliko hiš na kolih (palafitos)..
Domovi in hoteli v regiji tudi uporabljajo lesene skodle, po navadi pobarvane v svetleče, drzne barve. Odvisno od regije so hiše na kolih še ena posebna značilnost Chiloéja. To so tradicionalne ribiške hiše, zgrajene na lesenih kolih.

### Chilote španščina
Chilote je narečje španskega jezika, ki se govori na arhipelagu Chiloé. Od standardne čilske španščine ima izrazite razlike v naglasu, izgovorjavi, slovnici in besednjaku, še posebej pod vplivom Huilliche različice Mapudungun.

### Kuhinja
Chiloé kuhinja ima svoj izvor v predšpanski tradiciji in ljudstvu Huilliche in avtohtonih Chonos. Tipične značilnosti kuhinje so zemeljska pečica in asado žar. Široka je uporaba rib, školjk in krompirja. Obstaja veliko sort, ki rastejo v arhipelagu na različnih otokih. Chiloé je središče raznolikosti krompirja in izvor večine gojenega krompirja zunaj Andov, pripada podvrsti Solanum tuberosum tuberosum. Jagnje velja za najbolj cenjeno meso in ga jedo in pripravljajo kot asado (tehnika in družabni dogodek, ki ga poznajo ali uživajo na žaru v Argentini, Čilu, Paragvaju in Urugvaju, kjer je zelo priljubljen), še posebej okoli božiča in novega leta. Chicha (čiča - jabolčnik) je pogosta alkoholna pijača. Drugi tipični alkoholni pijači sta murtado - liker iz čilske guave in zlati liker (licor de oro tudi ognjena voda) narejen z destilacijo različnega jagodičevja, aromatizirano z žafranom in limonino lupino z dodatkom različnih oreščkov).
Tradicionalna kuhinja vključuje curanto (morski sadeži, meso, krompir in zelenjava tradicionalno pripravljena v luknji, ki je približno 1,5 m globoka skopana v tleh. Dno je pokrito s kamni ogretimi z ognjem do rdeče barve)  in pulmay, ki je podobno le kuhan v loncu nad ognjem.

### Mitologija
Chiloé ima bogato ljudsko izročilo z veliko mitoloških živali in duhov kot so Caleuche, Trauco, Pincoya in Invunche. Mitologija temelji na mešanici avtohtonih religij iz arhipelaga Chiloé ter legend in vraž, ki so jih prinesli španski konkvistadorji. Ta mitologija je cvetela izolirano od drugih verovanj in mitov v celinskem Čilu, zaradi ločitve arhipelaga od ostalega španske okupacije Čila in okupacije Mapučev ali uničenju vseh španskih naselij med reko Pampanga ter kanalom Chacao po bitki pri Curalabi leta 1598.
Po mitologiji izvor otočja leži v ostri bitki med dvema kačama, Ten Ten-Vilu (ten – 'zemlja', vilu – 'kača') in Coi Coi-Vilu (co- 'voda', vilu - 'kača').

## Demografija in gospodarstvo
Provinca z desetimi občinami je imela po popisu iz leta 2002 154.775 prebivalcev, od tega jih je 44% živelo na podeželju (podatkih Državnega inštituta za statistiko (INE). Ljudje se imenujejo Chilotes.
Ribogojstvo lososa, turizem, kmetijstvo in les so glavne točke otoškega gospodarstva.

### Turizem
Glavne kulturne znamenitosti so lokalna kultura otokov, obala in čiste vode. Nekatere od otoških cerkva so na seznamu svetovne dediščine Unesca, vendar niso vedno vse dostopne javnosti. 
Da bi premagali kulturne in organizacijske ovire in ohranjali živo kulturno dediščino, je škofija Ancud ustanovila zasebni sklad imenovan »Fundación con Todos«. Sklad pomaga popraviti poškodovane cerkve na otokih in pomaga lokalnim prebivalcem pri razvoju turizma. 